# Shag Crag
Der Shag Crag (englisch für Scharbenfelsen) ist ein 79 m hoher Felsvorsprung an der Danco-Küste des Grahamlands auf der Antarktischen Halbinsel. Er ragt südlich der argentinischen Almirante-Brown-Station am Ufer des Paradise Harbour auf.
Polnische Wissenschaftler benannten ihn 1999 nach den hier brütenden Blauaugenscharbe.